# سهام‌الدین میرفخرایی
سهام‌الدین میرفخرایی (زاده ۱۵ بهمن ۱۳۲۹) بازیکن سابق فوتبال ایران است. وی سابقه بازی در باشگاه فوتبال هما را دارد.
وی سابقه ۷ بازی ملی نیز در کارنامه دارد.